# スーザン・プライス
スーザン・プライス（Susan Price,1955年 –  ）は、イギリス人児童文学作家である。1955年、イギリスウェスト・ミッドランズ生まれ。1987年にカーネギー賞、1999年にガーディアン賞を受賞した。

## 受賞歴
- カーネギー賞　1987年（'The Ghost Drum（『ゴースト・ドラム ― 北の魔法の物語』）に対して）
- ガーディアン賞　1999年（'The Sterkarm Handshake（『500年のトンネル』）に対して）

## 執筆
作品の多くはファンタジーであり、SFからゴーストストーリーまで多岐に渡る。歴史小説、その他に動物、日常生活を描いた作品もある。短篇小説の多くは民間伝承の形を変えた作品である。ゴーストワールドシリーズの最初の小説「ゴーストドラム」(1987年)は、ロシアの歴史や民間伝承の要素を含むオリジナルのおとぎ話である。「ゴーストドラム」はその年のイギリスの最優秀児童図書として図書館協会からカーネギー賞を贈られた。
「500年のトンネル」(1998年)と続編「500年の恋人」(1998年)では、21世紀のイギリスの若い人類学者と16世紀のスコットランドの若い戦士がタイムトラベルで出会う。二人は愛し合うようになり、21世紀の企業との争いで人類学者の女性は辺境の種族の側につく。「500年のトンネル」で、プライスはイギリス児童文学作者により生涯一度だけ選出されるガーディアン賞を受賞した。
「Odin」もしくは 「Mars」としても知られる「Pagan Mars」三部作(2005–2008年)は科学が進歩した異世界を舞台としており、そこではまだ異教の神が崇拝され、ボンダ(bonder)と呼ばれる奴隷制が敷かれている。

## 主な著書

### 小説
- city life (1974)
- Twopence a Tub (1975)
- Sticks and Stones (1976)
- Home from Home (1977)
- Christopher Uptake (1981)
- From Where I Stand (1984)
- The Ghost World Sequence:
  - The Ghost Drum (英語版) （『ゴースト・ドラム ― 北の魔法の物語』、『ゴーストドラム』） (1987)
  - Ghost Song （『ゴーストソング』） (1992)
  - Ghost Dance （『ゴーストダンス』） (1993)
- Foiling the Dragon (1994)
- Elfgift（『エルフギフト <上>』）(1996)
- Elfking（『エルフギフト <下>』） (1996)
- Sterkarm:
  - The Sterkarm Handshake (英語版)（『500年のトンネル』） (1998)
  - A Sterkarm Kiss（『500年の恋人』） (2003)
- The Ghost Wife (1999)
- Wolf Sisters (2001)
- The Bearwood Witch (2001)
- The Pagan Mars Trilogy:
  - Odin's Voice (2005)
  - Odin's Queen (2006)
  - Odin's Son (2008)
- Feasting the Wolf (2007)

### 児童向け小説
- The Devil's Piper (1973)
- In a Nutshell (1983)
- Odin's Monster（『オーディンとのろわれた語り部』） (1986)
- Master Thomas Katt (1988)
- The Bone Dog (1989)
- Phantom from the Past (1989)
- A Feasting of Trolls (1990)
- Thunderpumps (1990)
- Knocking Jack (1992)
- Coming Down To Earth (1994)
- A True Spell and a Dangerous (1998)
- The Saga of Aslak (1997)
- Pedro (Piccadilly Pips) (1997)
- Wolf's Footprint (2003)
- Olly Spellmaker & the Sulky Smudge (2004)
- Olly Spellmaker and the Hairy Horror (2004)
- Olly Spellmaker: Elf Alert!(2005)

### 短編
- The Carpenter and Other Stories (1981)
- Ghosts at Large (1984)
- Ghostly Tales (1987)
- Here Lies Price (1987)
- Forbidden Doors (1991)
- Head and Tales (1995)
- Hauntings (1995)
- Nightcomers (1997)
- The Story Collector (1998)
- Ghosts and Lies (1998)
- Telling Tales (1999)
- The Kings Head (2002)
- The Fraid

## 日本語訳された作品
- 『ゴースト・ドラム ― 北の魔法の物語』Best choice、金原瑞人訳、ベネッセコーポレーション、1991年
- 『オーディンとのろわれた語り部』当麻ゆか訳、徳間書店、1997年
- 『エルフギフト <上>』ポプラ・ウイング・ブックス 復讐のちかい、金原瑞人訳、ポプラ社、2002年
- 『エルフギフト <下>』ポプラ・ウイング・ブックス 裏切りの剣、金原瑞人訳、ポプラ社、2002年
- 『500年のトンネル <上>・<下>』創元推理文庫、金原瑞人、中村浩美共訳、東京創元社、2003年
- 『12の怖い昔話』安藤紀子ほか訳、長崎出版、2009年
- 『500年の恋人』創元推理文庫、金原瑞人、中村浩美共訳、東京創元社、2010年
- 『ゴーストドラム』（改訳）金原瑞人訳、サウザンブックス社 、2017年
- 『ゴーストソング』金原瑞人訳、サウザンブックス社 、2020年
- 『ゴーストダンス』金原瑞人訳、サウザンブックス社 、2020年